# Partido Liberal Trabalhista
Partido Liberal Trabalhista (PLT) foi um partido político brasileiro que disputou as eleições de 1992, após seu registro provisório em dezembro de 1991. Não disputou outras eleições, sendo extinto logo em seguida. Em setembro de 1993, foi indeferido seu pedido de renovação do registro provisório. Utilizava o número 77 (atualmente usado pelo Solidariedade).